# Alderamin
Alderamin (α Cephei, Alfa Cephei) je nejjasnější hvězda v souhvězdí Cefea. Nachází se přibližně 49 světelných let od Země a má hvězdnou velikost 2,46 magnitudy. 

## Název
Tradiční jméno „Alderamin“ pochází z arabského الذراع اليمين (*al-dhirá‘ al-jamín*), což znamená „pravá ruka“. Tento název odkazuje na umístění hvězdy v mytologickém znázornění souhvězdí krále Cefea.

## Charakteristika
Alderamin je hvězda hlavní posloupnosti spektrální třídy A8Vn, která se vyvíjí směrem k přeměně na podobr. Jedná se o hvězdu typu Delta Scuti, což znamená, že Alderamin je mírně proměnná hvězda, jejíž jasnost kolísá o přibližně 0,06 magnitudy.

### Fyzikální vlastnosti
Hvězda má povrchovou teplotu přibližně 7 740 K, její hmotnost je 1,74násobkem hmotnosti Slunce a poloměr odpovídá 2,3násobku poloměru Slunce. Alderamin vyzařuje zářivý výkon přibližně 17násobek výkonu Slunce. Díky velmi rychlé rotaci (rychlost rotace na rovníku je 246 km/s) trvá jeden oběh hvězdy kolem vlastní osy méně než 12 hodin. Tato vysoká rychlost rotace má za následek zploštění hvězdy na pólech.

### Rentgenové záření
Alderamin vyzařuje množství rentgenového záření podobné tomu, které vyzařuje Slunce. Tento jev je zajímavý vzhledem k typu hvězdy a je předmětem studia astrofyziků.

## Pohyb a vzdálenost
Alderamin se nachází ve vzdálenosti přibližně 49 světelných let (15 parseků) od Země, což bylo potvrzeno přesnými měřeními paralaxy družicí Gaia. Vlivem precese zemské osy se hvězda přibližuje k severnímu nebeskému pólu. V roce 7500 bude Alderamin nejbližší hvězdou k severnímu pólu, čímž dočasně převezme roli Polárky.

## Viditelnost
Alderamin má deklinaci kolem +62,5°, což znamená, že je viditelný téměř z celého světa kromě nejjižnějších oblastí. Na severní polokouli je hvězda po celý rok nad obzorem.

## Kulturní význam
Hvězda Alderamin hrála roli v tradiční navigaci a je významným bodem v souhvězdí Cefea, které zobrazuje mytického krále Cefea, manžela Kasiopeji. Její stabilní jasnost a významná pozice v cirkumpolárních souhvězdích ji činí důležitou pro amatérské astronomy.